# Савуайё
Савуайё (фр. Savoyeux) — коммуна во Франции, находится в регионе Франш-Конте. Департамент — Верхняя Сона. Входит в состав кантона Дампьер-сюр-Салон. Округ коммуны — Везуль.
Код INSEE коммуны — 70481.

## География
Коммуна расположена приблизительно в 300 км к юго-востоку от Парижа, в 40 км северо-западнее Безансона, в 32 км к западу от Везуля.
Вдоль восточной границы коммуны протекает река Сона.

## Население
Население коммуны на 2010 год составляло 107 человек.
| 1962 | 1968 | 1975 | 1982 | 1990 | 1999 | 2010 |
| ---- | ---- | ---- | ---- | ---- | ---- | ---- |
| 320  | 281  | 242  | 245  | 230  | 204  | 223  |

## Экономика
В 2010 году среди 129 человек трудоспособного возраста (15—64 лет) 83 были экономически активными, 46 — неактивными (показатель активности — 64,3 %, в 1999 году было 70,1 %). Из 83 активных жителей работали 76 человек (45 мужчин и 31 женщины), безработных было 7 (3 мужчин и 4 женщины). Среди 46 неактивных 5 человек были учениками или студентами, 20 — пенсионерами, 21 были неактивными по другим причинам.

## Достопримечательности
- Церковь Свв. Кирика и Иулитты (XV век). Исторический памятник с 1995 года[3]